# Juno Beach (Floride)

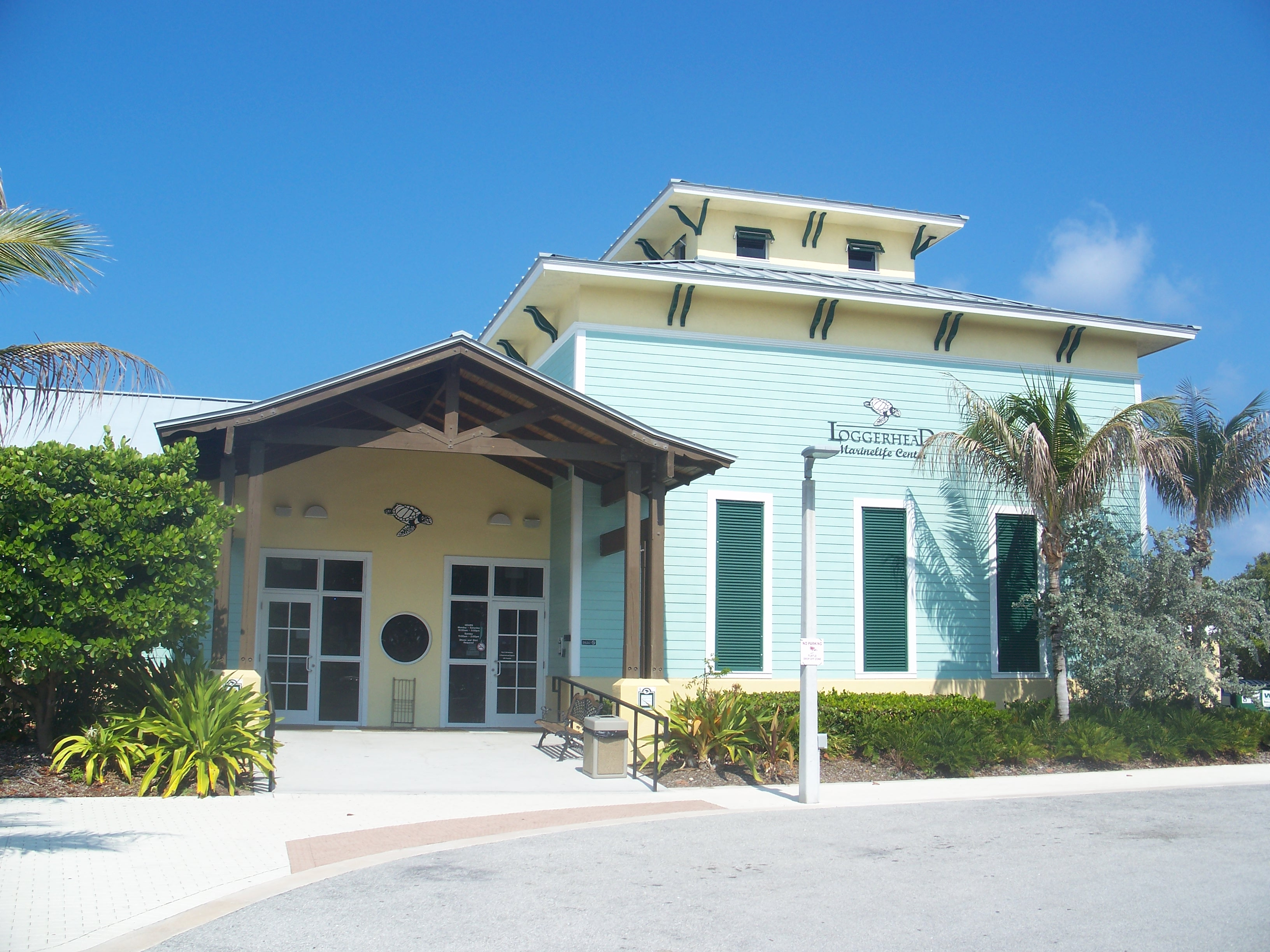
Le Loggerhead Marinelife center au Parc Loggerhead

Juno Beach est une municipalité ayant le statut de town située dans le comté de Palm Beach en Floride.

## Démographie
| 1960 | 1970 | 1980  | 1990  | 2000  | 2010  |
| ---- | ---- | ----- | ----- | ----- | ----- |
| 249  | 747  | 1 142 | 2 121 | 3 262 | 3 176 |

En 2010, sa population est de 3 262 habitants.

## Source de la traduction
- (en) Cet article est partiellement ou en totalité issu de l’article de Wikipédia en anglais intitulé « Juno Beach, Florida » (voir la liste des auteurs).